# Jefferson Starship
Jefferson Starship é uma banda de rock americana de São Francisco, Califórnia, formada em 1974 por um grupo de músicos, incluindo ex-membros do Jefferson Airplane. Entre 1974 e 1984, eles lançaram oito álbuns de estúdio que foram ouro ou platina e uma coletânea que também foi ouro. O álbum Red Octopus foi disco de platina duplo, alcançando o primeiro lugar na parada Billboard 200 em 1975. A banda passou por várias mudanças importantes em pessoal e gêneros ao longo dos anos, mantendo o nome Jefferson Starship. O nome da banda foi aposentado em 1984, mas foi retomado em 1992 por um renascimento do grupo liderado por Paul Kantner, que continuou após sua morte em 2016.
O grupo foi formado pelos ex-membros do Jefferson Airplane, Kantner e Grace Slick, e evoluiu de vários álbuns solo que eles gravaram. Eles foram acompanhados por David Freiberg, Craig Chaquico, John Barbata, Pete Sears e Papa John Creach. O ex-vocalista do Airplane, Marty Balin, juntou-se ao grupo em 1975, e o álbum Spitfire do ano seguinte foi um hit top cinco. Slick e Balin deixaram o grupo em 1978, deixando os membros restantes para recrutar Mickey Thomas como seu substituto. Em 1981, Slick voltou ao grupo, que continuou com sucesso menor nas paradas. Kantner saiu em 1984 e entrou com uma ação legal para usar o nome; os membros restantes se tornaram Starship . Kantner reformou o grupo como Jefferson Starship: The Next Generation em 1992, que excursionou regularmente ao longo daquela década e no século XXI. Após a morte de Kantner, o grupo continuou com novos membros. Craig Chaquico entrou com uma ação judicial contra eles em 2016 por continuarem usando o nome, e o processo foi consequentemente resolvido.

## História

### 1970-1974: Origens
Em 1970, enquanto o Jefferson Airplane estava em pausa na turnê, o cantor e guitarrista Paul Kantner gravou Blows Against the Empire. Este foi um álbum conceitual com um grupo ad hoc de músicos (centrado em Kantner, Grace Slick, Joey Covington e Jack Casady do Jefferson Airplane; David Crosby e Graham Nash; e os membros do Grateful Dead Jerry Garcia, Mickey Hart e Bill Kreutzmann) creditados no LP como Paul Kantner e "Jefferson Starship", marcando o primeiro uso desse nome. Essa aglomeração era informalmente conhecida como Planet Earth Rock and Roll Orchestra, um apelido usado posteriormente em um álbum de Kantner no início dos anos 1980.
Em Blows Against the Empire, Kantner e Slick cantaram sobre um grupo de pessoas escapando da Terra em uma nave estelar sequestrada. Em 1971, o álbum foi indicado ao prestigioso prêmio de ficção científica, o Hugo Award, uma rara honra para uma gravação musical. Kantner e Slick eram um casal durante esse período. Slick estava grávida durante a gravação do álbum. Sua filha, China, nasceu logo depois.
Kantner e Slick com a Planet Earth Rock and Roll Orchestra lançaram dois álbuns seguintes: Sunfighter, um álbum com toques de ambientalismo lançado em 1971 para celebrar o nascimento da China, e Baron von Tollbooth & the Chrome Nun, de 1973, intitulado em homenagem aos apelidos que David Crosby deu ao casal. O baixista/tecladista/vocalista David Freiberg recebeu o mesmo destaque que Kantner e Slick no último álbum. Membro fundador do Quicksilver Messenger Service, Freiberg conheceu e tocou com Kantner no circuito folk no início dos anos 1960 e fez backing vocals em Blows Against the Empire. Após uma prisão por maconha que resultou em sua saída do Quicksilver em 1971, ele se juntou ao Jefferson Airplane como vocalista em sua turnê de 1972, documentada no álbum ao vivo Thirty Seconds Over Winterland (1973).
Kantner foi apresentado ao guitarrista adolescente Craig Chaquico por meio de seu amigo e colega músico, Jack Traylor, durante esse período. Chaquico, um estudante de inglês do ensino médio de Traylor e membro de sua banda Steelwind, tocou guitarra na música "Earth Mother" do Sunfighter. Chaquico continuaria a se apresentar com Kantner e Slick em suas colaborações de álbuns subsequentes, depois com Jefferson Starship e, finalmente, com Starship até 1990.

No início de 1974, Slick lançou Manhole, seu primeiro álbum solo. Aparecendo junto com Slick em Manhole estavam Kantner, Freiberg, Chaquico, Jack Casady, David Crosby e a Orquestra Sinfônica de Londres. Foi nesse álbum que Kantner, Slick e Freiberg trabalharam com o baixista e tecladista Pete Sears (que havia tocado pela primeira vez no primeiro álbum solo do Papa John Creach). Sears estava coproduzindo um álbum de Kathi McDonald no mesmo estúdio. Sears escreveu a música para a letra de Slick para a música "Better Lying Down" e também tocou baixo na música "Epic #38". Foi durante essa sessão nos estúdios Wally Heider em São Francisco que Kantner e Slick abordaram Sears pela primeira vez sobre tocar no que eventualmente se tornaria o Jefferson Starship. Sears eventualmente se juntaria ao Jefferson Starship em junho de 1974, substituindo Peter Kaukonen.
No início de 1974, com o guitarrista Jorma Kaukonen e o baixista Jack Casady tendo se mudado para sua banda Hot Tuna em tempo integral, Kantner decidiu montar uma banda de turnê sem eles. Os músicos do Baron von Tollbooth & the Chrome Nun formaram o núcleo de uma nova formação que renasceu formalmente como Jefferson Starship. Eles se apropriaram do nome de Blows Against the Empire de Kantner, com o empresário Bill Thompson convencendo o grupo de que manter a conexão com o Jefferson Airplane fazia sentido do ponto de vista comercial. Incluía os outros cinco membros restantes do Jefferson Airplane, incluindo Kantner na guitarra base e vocais; Slick nos vocais e percussão, David Freiberg nos vocais e teclados, John Barbata, que tocou com os Turtles e Crosby, Stills and Nash, na bateria e Papa John Creach, do Hot Tuna, no violino elétrico. O irmão de Jorma Kaukonen, Peter (que apareceu nos álbuns Blows Against the Empire e Sunfighter), estava no baixo. Na guitarra principal estava Craig Chaquico, que tocou em três dos álbuns solo de Kantner e Slick, bem como na banda Steelwind. A banda começou os ensaios em janeiro de 1974 e abriu sua primeira turnê em Chicago em 19 de março. Em abril, foi decidido que a banda entraria em estúdio para gravar um álbum. O veterano britânico Pete Sears, que trabalhou no álbum solo de Slick, Manhole, e tocou com Rod Stewart, foi selecionado para substituir Peter Kaukonen como baixista da banda.

### 1974–1978: Balin a bordo e apogeu comercial

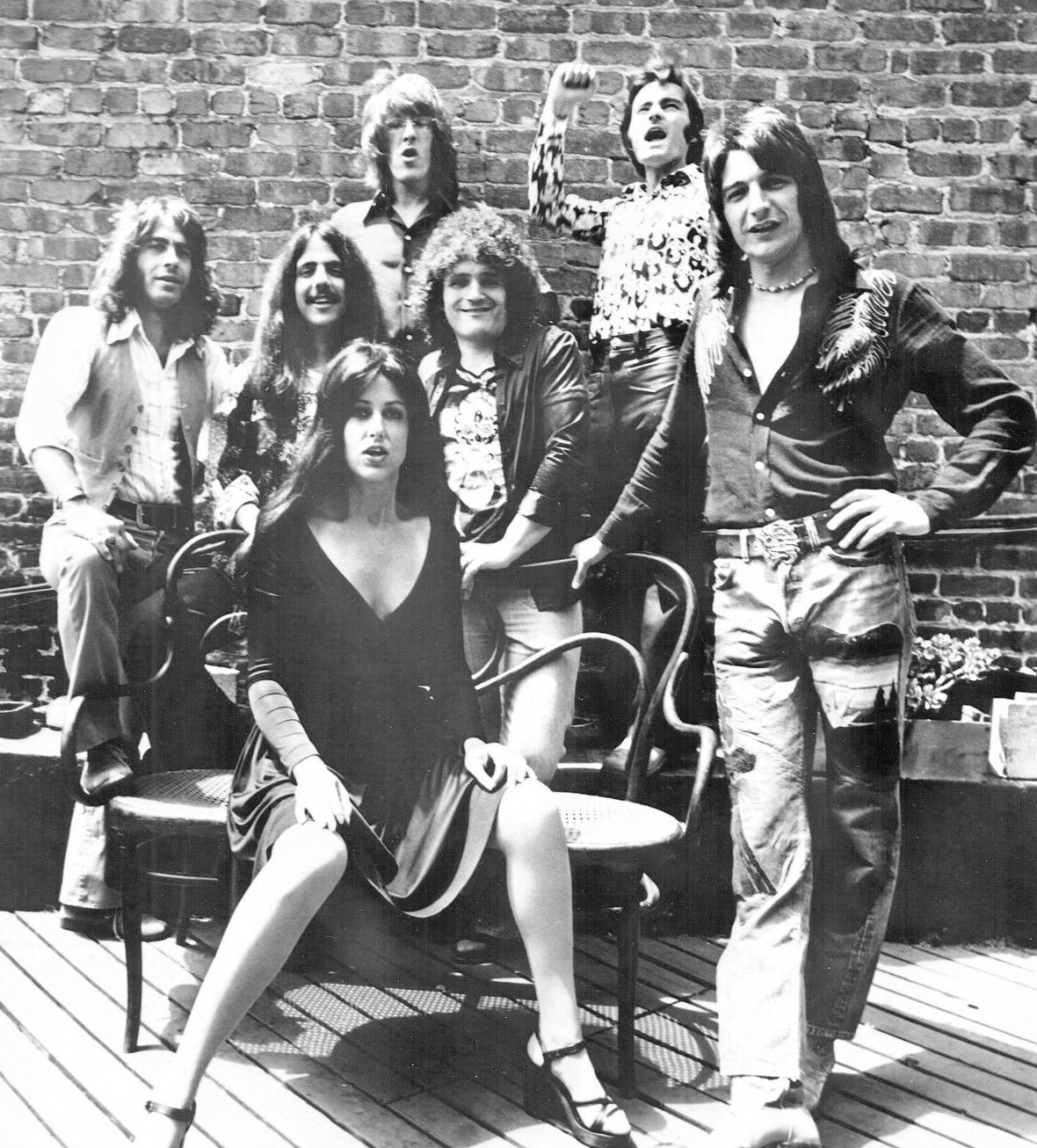
Foto promocional em 1976

Em 1974, após uma turnê como "Jefferson Starship", Kantner, Slick, Freiberg, Chaquico, Pete Sears, Papa John Creach e John Barbata gravaram o álbum Dragon Fly. O irmão de Jorma Kaukonen, Peter, tocou baixo durante a turnê de primavera do grupo em 1974, mas foi substituído por Pete Sears que, como Freiberg, tocou baixo e teclado. Kantner colaborou com Marty Balin na música "Caroline" durante as sessões de gravação, para a qual Balin cantou os vocais no álbum. Dragon Fly foi certificado como ouro e incluiu o single "Ride the Tiger" (#84 US Billboard) e seu lado B "Hyperdrive". Balin então apareceu no palco com a banda para tocar a música "Caroline" para um show no salão de baile Winterland em novembro de 1974.

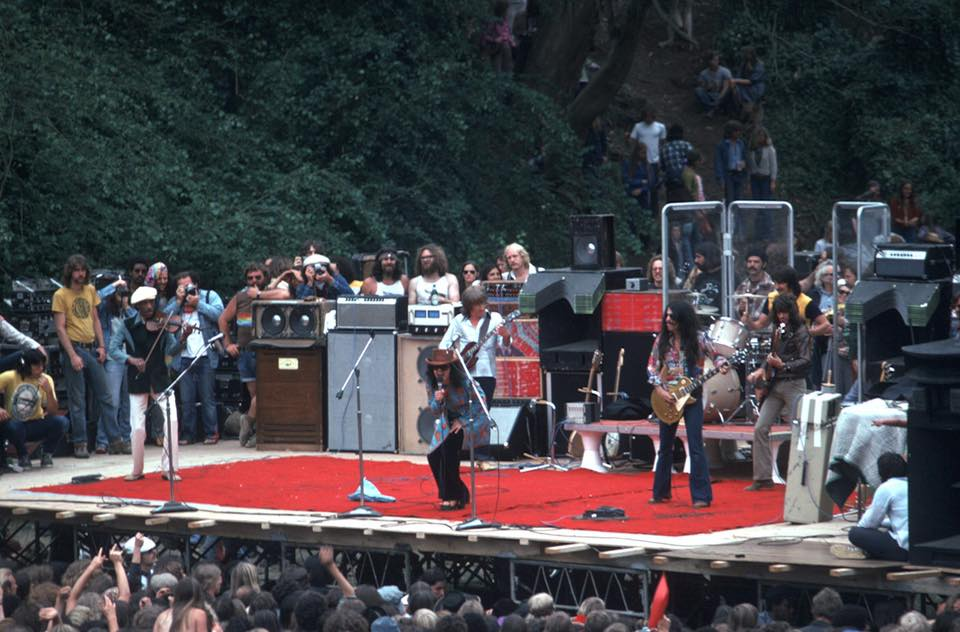
Concerto gratuito do Jefferson Starship no Marx Meadow, Golden Gate Park, São Francisco, 30 de maio de 1975 (People's Ballroom in the Park)

O álbum seguinte, Red Octopus de 1975, teve um sucesso ainda maior. Marty Balin, que havia contribuído e cantado a balada "Caroline" no álbum anterior, retornou oficialmente ao grupo Jefferson como membro em tempo integral em janeiro de 1975 e permaneceu com o grupo por quase o restante da década. O single "Miracles", escrito por Balin, alcançou a posição nº 3 na parada e, junto com o single "Play on Love" (#49 na parada da Billboard dos EUA), ajudou a impulsionar o álbum ao eventual status de platina múltipla e ao topo da parada da Billboard 200. Seria o álbum mais vendido da carreira da banda. Creach deixou o grupo discretamente logo depois, em agosto de 1975, para seguir carreira solo.
O próximo álbum, Spitfire, foi lançado em junho de 1976 e ganhou disco de platina. Ele passou seis semanas em terceiro lugar nas paradas da Billboard e incluiu os singles "With Your Love" (nº 12 da parada da Billboard dos EUA) e "St. Charles" (nº 64 da parada da Billboard dos EUA). Apesar desse sucesso, a banda considerou as vendas do álbum relativamente decepcionantes em comparação com seu antecessor e solicitou uma auditoria da RCA Records, distribuidora de seu selo Grunt. A RCA posteriormente investiu US$ 500.000 no próximo projeto Jefferson Starship. Earth foi lançado em fevereiro de 1978 e também ganhou disco de platina. O álbum apresentou os singles "Count on Me" (nº 8 da parada da Billboard dos EUA), "Runaway" (nº 12 da parada da Billboard dos EUA) e "Crazy Feelin'" (nº 54 da parada da Billboard dos EUA). Em breve seguiriam-se digressões pelos EUA e pela Europa.
A relutância de Balin em fazer turnês manteve a banda fora da estrada por mais de um ano, e o alcoolismo de Slick se tornou um problema cada vez maior, o que levou a duas noites consecutivas de shows desastrosos na Alemanha Ocidental em junho de 1978. Na primeira noite, a banda estava programada para tocar no Freilichtbühne Loreley, no projeto com Leo Kottke e a Atlanta Rhythm Section, mas Slick não pôde se apresentar e o show foi cancelado. O show foi remarcado para 2 de julho, mas o público ficou descontente com isso e começou a se revoltar, destruindo ou roubando alguns dos equipamentos da banda. A banda adquiriu equipamentos de reposição para o show do dia seguinte em Hamburgo, que foi marcado por um Slick bêbado xingando e insultando continuamente o público durante o show. Ela perguntou repetidamente "Quem ganhou a guerra?" e insinuou que todos os alemães eram responsáveis pelas atrocidades da guerra. Slick mais tarde descreveu seu comportamento como uma provocação deliberada para forçar sua saída. Kantner posteriormente pediu a renúncia de Slick da banda, e ela deixou o grupo nessa época.
Perto do final de 1978, um Jefferson Starship que agora estava sem Grace Slick, mas ainda incluindo Marty Balin gravou o single "Light the Sky on Fire" (nº 66 na parada da Billboard dos EUA) para o Star Wars Holiday Special da televisão. oi lançado como um tie-in promocional para o especial (apoiado com "Hyperdrive" de Dragon Fly), e também foi incluído como um bônus com seu álbum de maiores sucessos Gold (1979), que destacou seu trabalho de Dragon Fly de 1974 a Earth de 1978. Em outubro de 1978, Marty Balin deixou o grupo, deixando a banda sem um vocalista principal. Naquele mesmo mês, John Barbata ficou gravemente ferido em um acidente de carro que o forçou a sair do grupo.

### 1979–1984: Mudança de pessoal e som

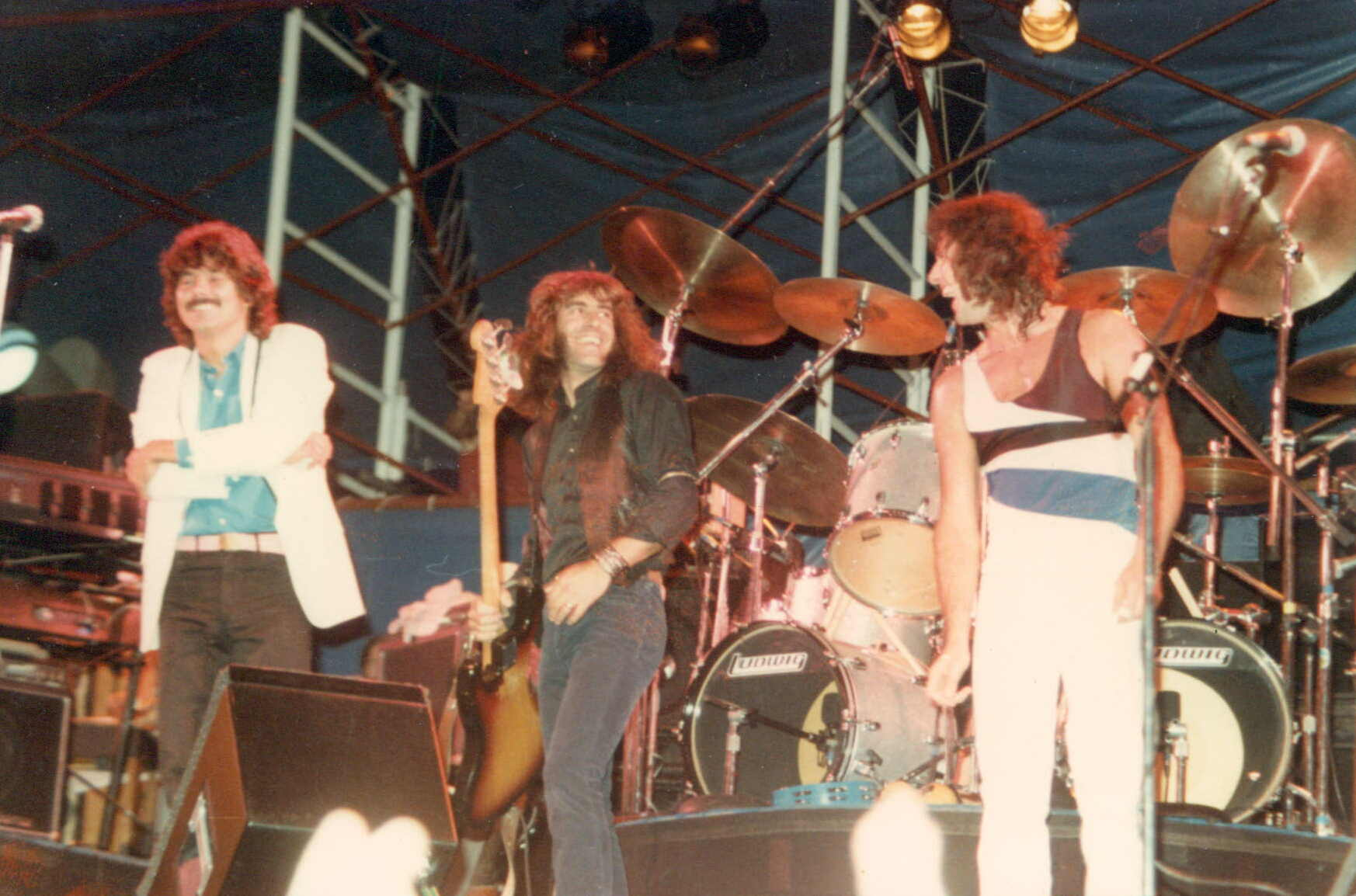
Mickey Thomas, Pete Sears e Aynsley Dunbar da Jefferson Starship em 1981

No início de 1979, a banda se reagrupou. Barbata foi substituído na bateria por Aynsley Dunbar, que havia tocado anteriormente com o Journey, em janeiro de 1979. Mickey Thomas (que havia cantado a voz principal em "Fooled Around and Fell in Love" de Elvin Bishop) foi convidado para uma audição e então se juntou ao grupo em abril de 1979.

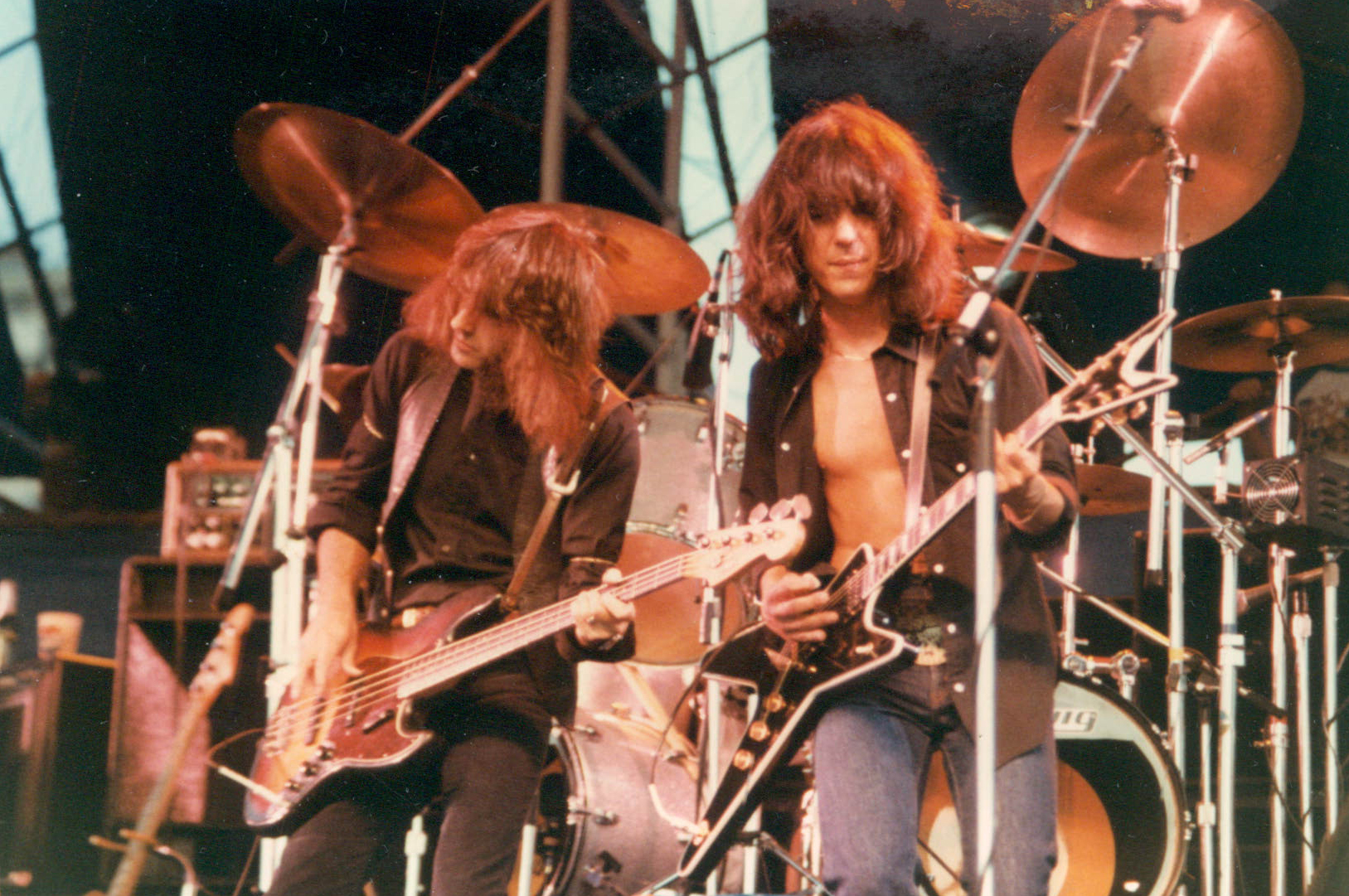
Pete Sears e Craig Chaquico da Jefferson Starship no Central Park em 1981

Em 1979, a banda lançou seu primeiro álbum sem Marty Balin ou Grace Slick, o disco de ouro Freedom at Point Zero. O álbum foi produzido por Ron Nevison, que também produziria dois dos três álbuns seguintes da banda. O single "Jane" (Freiberg, McPherson, Chaquico e Kantner) alcançou a posição 14 na Billboard Hot 100 e passou três semanas na posição 6 na Cash Box Top 100.[3] A nova formação excursionou, aumentada pelo saxofonista Steve Schuster. Schuster, junto com o trompista David Farey, já havia tocado na turnê de 1978 do Jefferson Starship e também apareceu no Freedom at Point Zero.

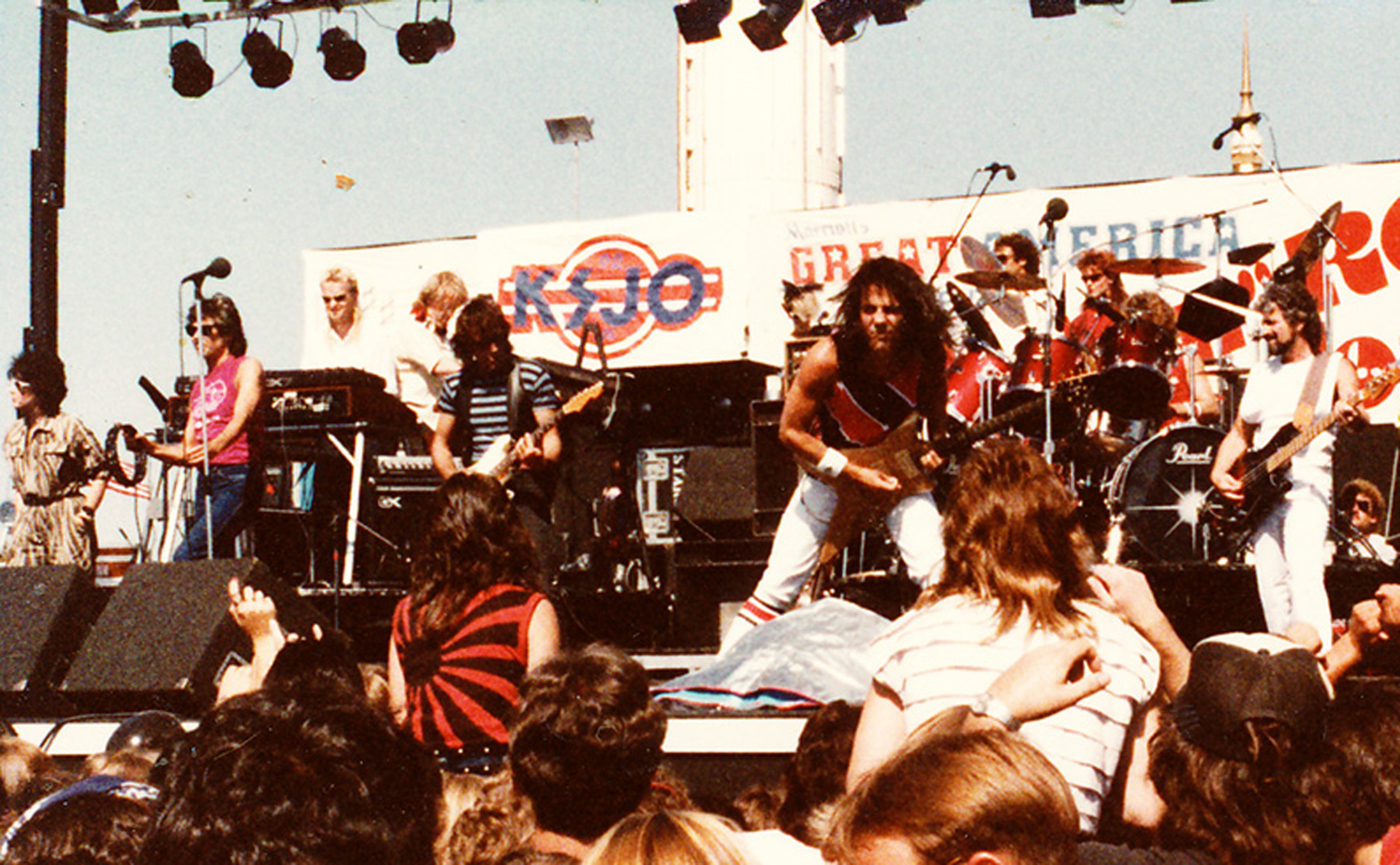
Jefferson Starship no palco do Great America, em 23 de junho de 1984, pouco antes da evolução para Starship (da esquerda para a direita, Grace Slick, Mickey Thomas, Pete Sears, Paul Kantner, Craig Chaquico, Donny Baldwin e David Freiberg).

No início de 1981, Grace Slick retornou à banda, juntando-se a tempo de cantar em uma música, "Stranger" (nº 48 na parada Billboard Hot 100), no próximo álbum do grupo, Modern Times (1981). Modern Times, que também foi ouro, incluiu a música "Find Your Way Back" (nº 29), bem como o humorístico "Stairway to Cleveland", no qual a banda defendeu as inúmeras mudanças que passou em seu estilo musical, pessoal e até mesmo nome. Modern Times também apresentou o single promocional, "Save Your Love" (nº 104). Slick permaneceu na banda para o próximo álbum de Jefferson Starship, Winds of Change (1982), que foi certificado ouro. Winds of Change apresentou os singles "Be My Lady", que alcançou o nº 26 nos EUA, e "Winds of Change" (nº 38). Em agosto de 1982, após a gravação de Winds of Change, mas antes da turnê de apoio, Dunbar foi substituído por Donny Baldwin, que havia se apresentado com Thomas no Elvin Bishop Group. O álbum solo de Paul Kantner de 1983, Planet Earth Rock and Roll Orchestra, incluía a faixa "Circle of Fire", que havia sido gravada por Jefferson Starship durante as sessões de Winds of Change em 1982. Outros membros da banda também apareceram em faixas adicionais neste esforço.
Nessa época, a banda começou a abraçar com entusiasmo a era do vídeo de rock, fazendo vídeos elaborados típicos das bandas superstar da época. Eles apareceriam com frequência na MTV e em outros programas de televisão voltados para música, como Solid Gold e Super Night of Rock and Roll de 1984, dando à banda uma grande visibilidade na era da MTV. Seu próximo álbum, Nuclear Furniture (1984), alcançou o 28º lugar e também foi certificado como ouro. Ele apresentou os singles "No Way Out" (um hit do Top 40, alcançando o 23º lugar), "Layin' It On the Line" (66º lugar) e "Sorry Me, Sorry You".

### 1984-1985: Kantner sai e faz a transição para a Starship
Embora Balin e Slick tenham surgido e desaparecido ao longo dos anos, em junho de 1984, após o lançamento de Nuclear Furniture, Kantner, o último membro fundador remanescente do Jefferson Airplane, deixou a banda devido a disputas sobre a direção artística do grupo. "Acho que seríamos um fracasso terrível se tentássemos compor músicas pop o tempo todo. ... A banda se tornou mais mundana, menos desafiadora e menos motivo de orgulho", disse Kantner.
Em outubro de 1984, Kantner entrou com uma ação judicial sobre o dinheiro que ele alegou que lhe era devido e para impedir que os membros restantes continuassem a usar o nome Jefferson Starship. O processo foi encerrado em março de 1985. Kantner recebeu um acordo em dinheiro, o nome Jefferson Starship tornou-se propriedade de Grace Slick (51%) e Bill Thompson (49%), e todas as partes concordaram em não usar o nome "Jefferson" daqui para frente. Os membros restantes se renomearam Starship e continuaram a fazer turnês e gravar músicas. David Freiberg foi demitido da banda logo após o processo ser encerrado. Pete Sears saiu em 1987. Grace Slick deixou a Starship no início de 1988, juntando-se ao reformado Jefferson Airplane para um álbum e uma turnê em 1989. Craig Chaquico saiu em 1990. A banda tem sido anunciada como "Starship featuring Mickey Thomas" desde 1992.
Pouco depois de deixar o Jefferson Starship, Kantner formou a KBC Band com (entre outros) seus ex-companheiros de banda Marty Balin e Jack Casady. Eles lançaram um álbum homônimo em 1986, mas logo se separaram depois que Balin perdeu o interesse. Em 1988, Kantner excursionou com Casady no Hot Tuna. Isso levou a uma reunião completa do Jefferson Airplane em 1989, que também resultou em um álbum homônimo e turnê subsequente. Em 1991, Kantner excursionou com um conjunto acústico chamado "Paul Kantner's Wooden Ships", um trio que incluía Slick Aguilar e Tim Gorman da KBC Band.

### 1992–2016: Reavivamento

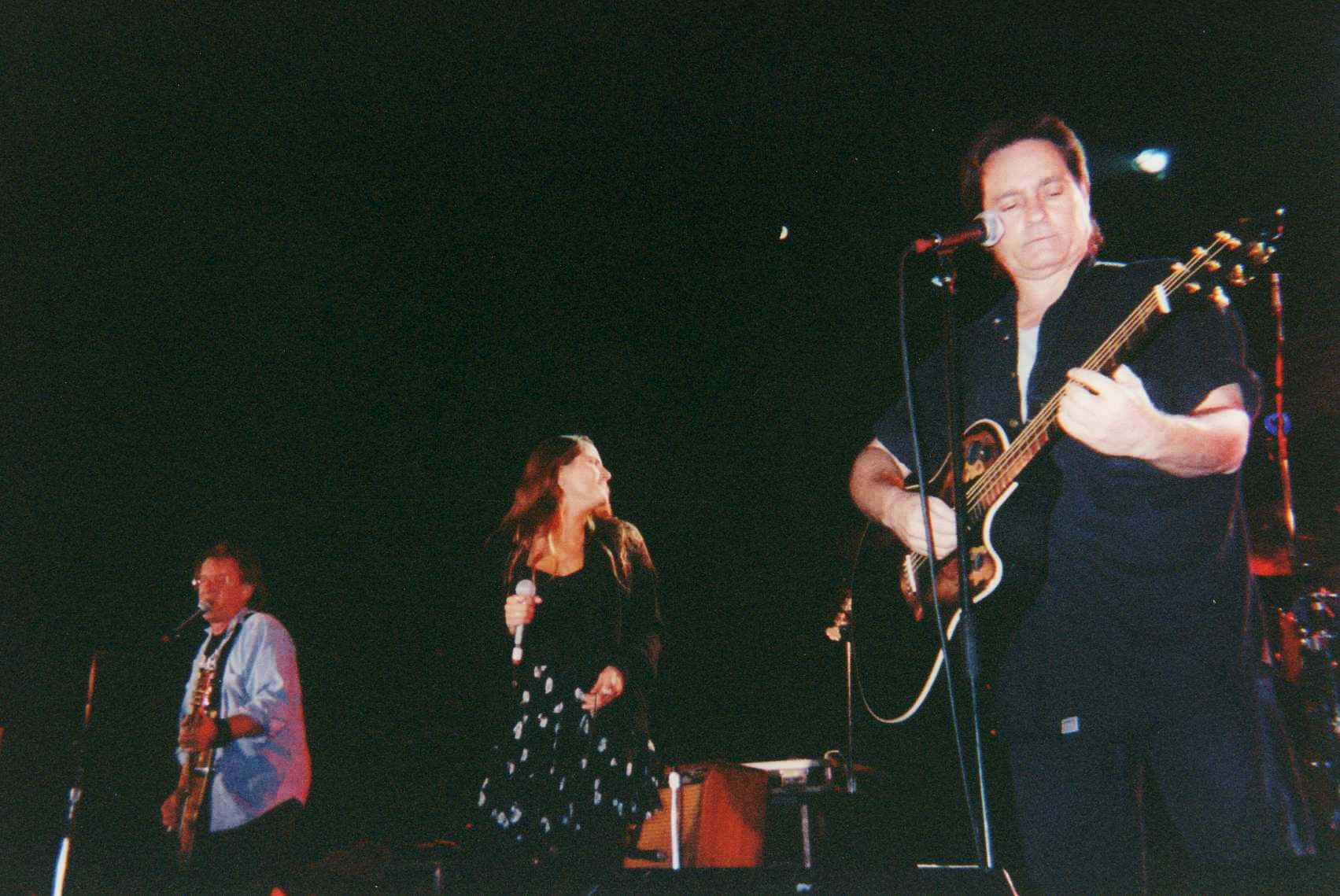
Paul Kantner, Diana Mangano e Marty Balin se apresentando em 1996

Paul Kantner restabeleceu a banda como "Jefferson Starship: The Next Generation" em janeiro de 1992, para o qual Kantner recrutou Jack Casady, Papa John Creach, Slick Aguilar, Tim Gorman, o ex-baterista do Tubes, Prairie Prince, e o ex-vocalista do World Entertainment War, Darby Gould. Em 1993, Balin se juntou. Creach morreu em fevereiro de 1994, semanas após uma turnê pela Europa. Ao mesmo tempo, a vocalista Diana Mangano se juntou ao grupo (após um breve período com a vocalista original do Jefferson Airplane, Signe Toly Anderson) como substituta de Gould.
Após os primeiros anos, a banda abandonou o uso de "The Next Generation" e começou a se apresentar simplesmente como Jefferson Starship. Em 1995, eles lançaram Deep Space/Virgin Sky, um álbum ao vivo gravado na House of Blues em West Hollywood, Califórnia, em 21 de janeiro de 1995. O álbum continha oito músicas novas e sete clássicas. Grace Slick se juntou à banda em cinco músicas, "Lawman", "Wooden Ships", "Somebody to Love", "White Rabbit" e "Volunteers". Em 1999, Jefferson Starship lançou o álbum de estúdio Windows of Heaven, que contou com Slick nos vocais de fundo em uma música, "I'm On Fire".
Balin continuou como membro em tempo integral da banda reunida até 2003 e continuou a se juntar a eles ocasionalmente em shows até 2008. Casady permaneceu como membro até 2000 e também (desde 1983) tocou com Jorma Kaukonen em um Hot Tuna reunido. Gorman saiu em 1995 e foi substituído por Gary Cambra (do The Tubes), Barry Flast e então T Lavitz, que permaneceu na banda para a gravação de Windows of Heaven, mas foi substituído pelo ex-tecladista do Supremes Chris Smith antes do lançamento do álbum. Em 2005, vinte anos depois de sair, David Freiberg voltou ao grupo. Freiberg pediu desculpas a Kantner por não ter saído do grupo com ele em 1984, encerrando seu afastamento. Jefferson Starship tocou três músicas no The Today Show da NBC em 30 de junho de 2007.
Em 2007, a Jefferson Starship começou a trabalhar com patrocinadores corporativos. Os proprietários do nome Jefferson Starship, Grace Slick e seu empresário Bill Thompson, se opuseram. Eles processaram Kantner pelo patrocínio e por fazer turnês sob o nome Jefferson Starship, citando o acordo de separação inicial de 1985. Todas as partes concordaram posteriormente que Kantner poderia prosseguir, após pagar a Slick e Thompson uma taxa não revelada.
Mangano foi substituído pela vocalista Cathy Richardson no início de 2008, e Prince foi substituído pelo reintegrado Baldwin.
Em março e maio de 2008, faixas foram gravadas para o novo álbum de estúdio lançado em 2 de setembro de 2008, Jefferson's Tree of Liberty. Além dos membros atuais, Grace Slick fez contribuições para a faixa bônus do álbum, e Marty Balin e Jack Casady aparecem em uma gravação feita originalmente para Windows of Heaven.
Em julho e agosto de 2008, eles fizeram uma turnê de duas partes no Reino Unido, incluindo três noites no 100 Club em Londres e uma aparição no Rhythm Festival.
Em 2009, eles fizeram uma turnê como parte da turnê Heroes of Woodstock com Jeff Pevar (Jazz Is Dead, Crosby, Pevar & Raymond) no baixo. Outros músicos incluídos nesta turnê foram Canned Heat, Ten Years After, Country Joe McDonald, Tom Constanten, Big Brother and the Holding Company, Melanie, John Sebastian, Mountain, Quicksilver Messenger Service e Levon Helm Band, embora nem todos os artistas tenham aparecido em todos os shows. Em 3 de julho de 2009, Jefferson Starship (Kantner, Freiberg, Baldwin, Aguilar, Smith e Richardson) se apresentou no Roswell UFO Parade and Festival, junto com os músicos convidados Tom Constanten, Jack Traylor, Barry Sless, além dos ex-membros da banda Pete Sears e Darby Gould. Um álbum ao vivo de quatro discos deste concerto, Tales From the Mothership, foi lançado em novembro de 2012.
Em 5 de junho de 2011, Jefferson Starship (Kantner, Freiberg, Richardson e Smith) se apresentou com a Contemporary Youth Orchestra no Jacobs Pavilion, no Nautica, em Cleveland, Ohio. O show foi transmitido ao vivo pela HDNet para a HDNet Concert Series.

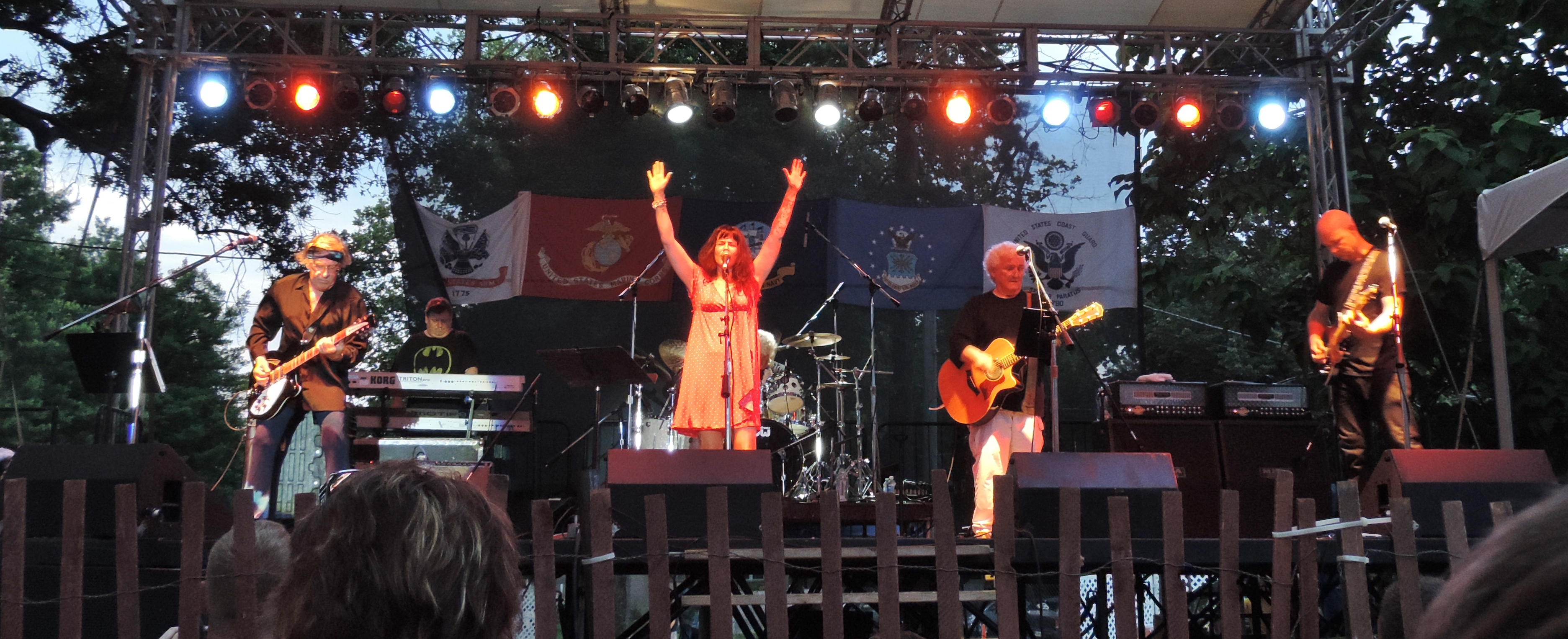
Jefferson Starship em 2012 – da esquerda para a direita: Paul Kantner, Chris Smith, Darby Gould, Donny Baldwin (na bateria), David Freiberg e Jude Gold

Em 2012, o guitarrista de longa data Slick Aguilar deixou a banda devido a uma doença com hepatite C, e foi substituído por Jude Gold. Em novembro de 2015, uma nova vocalista, Rachel Rose, foi escalada para substituir Cathy Richardson, que estava saindo; dividindo o palco com o ex-vocalista do Jefferson Starship, Darby Gould, até Richardson anunciar seu retorno à banda em março de 2016. A banda contou com músicos convidados como Balin, Gould, Gorman, Jeff Pevar, Tony Morley, Richard Newman e o ex-baixista e tecladista do Jefferson Starship, Pete Sears.[carece de fontes?]
Paul Kantner morreu de falência múltipla de órgãos e choque séptico aos 74 anos em 28 de janeiro de 2016. Signe Toly Anderson, membro da formação inicial do Jefferson Airplane e do revivido Jefferson Starship na década de 1990, também morreu em 28 de janeiro de 2016, aos 74 anos.

### 2016–presente: era pós-Kantner

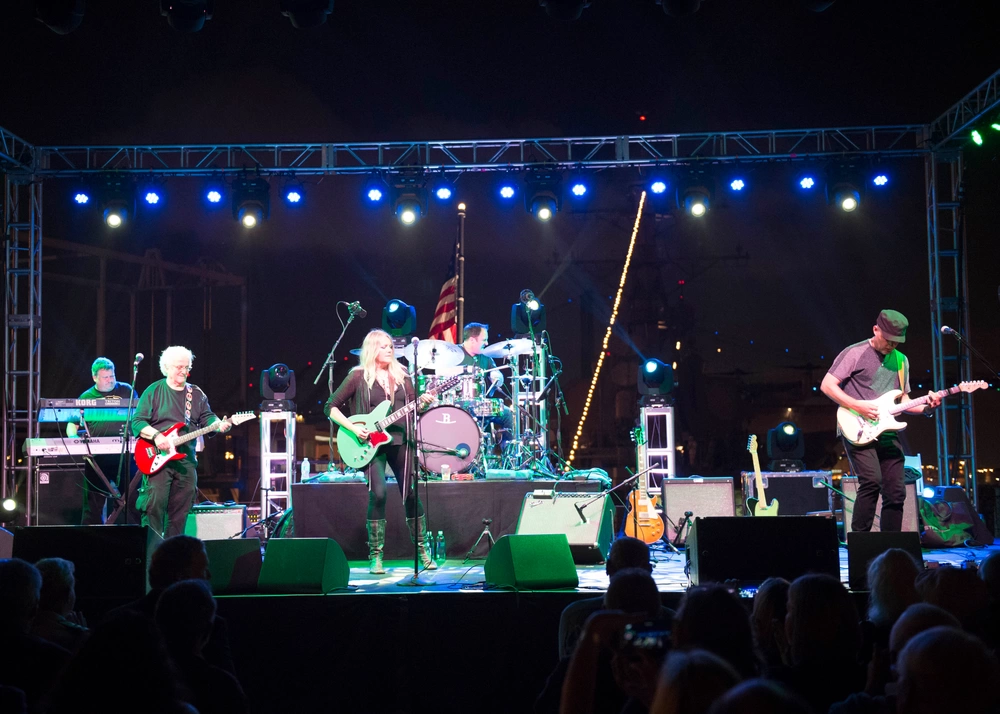
Jefferson Starship se apresentando em 2016.

Após a morte de Paul Kantner, a banda recebeu a aprovação da família de Kantner e de Grace Slick para continuar se apresentando. O Jefferson Starship continuou a fazer turnês com uma formação composta pelos membros restantes David Freiberg (vocal, guitarra), Donny Baldwin (bateria), Chris Smith (teclado), Jude Gold (guitarra solo) e Cathy Richardson (vocal, guitarra). Quando o Jefferson Starship anunciou a turnê 'Carry the Fire' em março de 2017, Richardson afirmou que a continuação da banda é uma homenagem a Kantner e Grace Slick, e observou que Slick havia concedido aos membros atuais uma licença vitalícia para usar o nome Jefferson Starship após a morte de Kantner.
Em abril de 2017, o ex-membro do Jefferson Starship, Craig Chaquico, entrou com uma ação judicial contra os cinco membros individuais (Freiberg, Baldwin, Smith, Gold e Richardson) que atualmente se apresentam como Jefferson Starship por violar o contrato de 1985 e por usar o nome e a imagem de Chaquico em seus materiais promocionais. Sobre isso, Chaquico disse que só deu permissão a Paul Kantner para usar o nome e, a essa altura, "Freiberg e Baldwin estão se apresentando com outros que não têm nenhuma conexão com o grupo original, usando o nome em violação a esse acordo. Se algum dos membros que assinaram o acordo de 85 quiser usar o nome, eles precisam da permissão de todos os outros membros que assinaram o acordo e Freiberg e Baldwin não têm minha permissão." Em 11 de agosto de 2017, a juíza Maria-Elena James, do Tribunal de Justiça dos EUA, disse que o guitarrista Craig Chaquico poderia entrar com uma ação por quebra de contrato contra David Freiberg, Donny Baldwin e os outros músicos por apresentações e merchandising desde janeiro de 2016, mas rejeitou as alegações de Chaquico de supostas violações de contrato anteriores e uma reivindicação de marca registrada sobre o uso de sua imagem. Em 16 de agosto de 2018, a juíza Maria-Elena James negou o pedido de Chaquico para anular as reconvenções dos atuais membros da banda Jefferson Starship de interferência intencional para obter uma potencial vantagem econômica e difamação. Os réus alegaram que o autor causou danos econômicos e tentou impedir a banda de operar por meio de ações como Chaquico postando declarações em seu site de que eles eram uma "banda falsa", eles criaram "gravações falsas", eles eram uma "banda cover menor" e os membros eram "artistas menores". Em 4 de dezembro de 2018, o processo judicial relativo ao uso do nome Jefferson Starship foi indeferido após um acordo não divulgado ter sido alcançado entre Chaquico e os atuais membros da banda.
Em julho de 2018, Jefferson Starship anunciou planos para lançar um novo álbum em 2019 que incluirá sua nova música "What Are We Waiting For". Marty Balin morreu em 27 de setembro de 2018, aos 76 anos. Em 1º de fevereiro de 2019, a Rhino Entertainment adquiriu os catálogos de Jefferson Starship, Starship, Grace Slick e Hot Tuna para álbuns lançados entre os anos de 1972 e 1991. Em 21 de agosto de 2020, Jefferson Starship lançou o novo álbum de estúdio Mother of the Sun. O primeiro single do álbum, "It's About Time", foi coescrito por Jude Gold, Cathy Richardson e a ex-vocalista Grace Slick. Mother of the Sun apresenta o ex-baixista Pete Sears em três músicas, e o álbum inclui uma música escrita pelo ex-vocalista Marty Balin e uma versão ao vivo da música "Embryonic Journey" do Jefferson Airplane.
Em novembro de 2024, a Jefferson Starship anunciou uma turnê de 50º aniversário que ocorrerá de 11 de fevereiro a 3 de maio de 2025.